# Roger Howe
Roger Evans Howe (Chicago, 23 de maio de 1945) é um matemático estadunidense.

## Obras
- com William H. Barker Continuous symmetry: from Euclid to Klein, AMS 2007
- com Eng Chye Tan Non-abelian harmonic analysis: applications of SL (2, R), Springer Verlag 1992
- com Allen Moy Harish-Chandra homomorphisms for p-adic groups, AMS 1985
- Remarks on classical invariant theory, Transactions of the American Mathematical Society, Band 313, 1989, S. 539–570
- On the role of the Heisenberg group in harmonic analysis, Bulletin AMS, Band 3, 1980, S. 821-843, Online